# Nordens hus på Färöarna

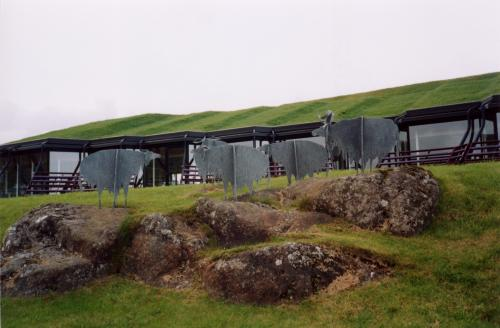
Exteriör av Nordens hus

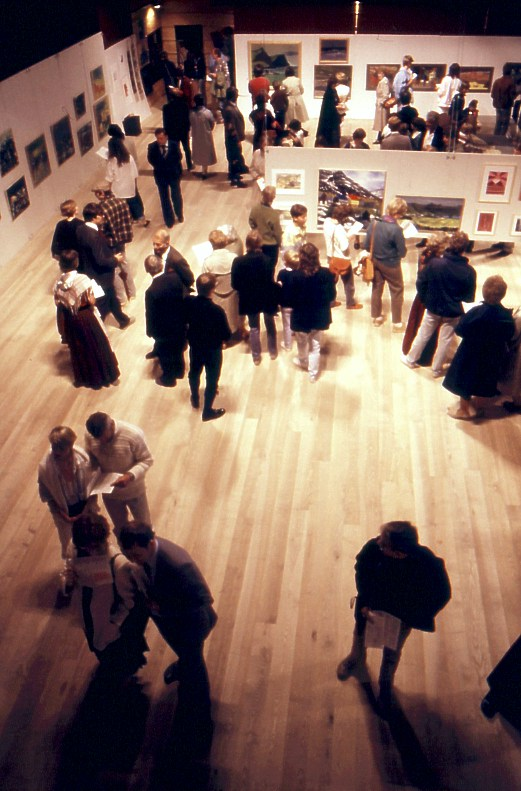
Interiör av Nordens hus

Nordens hus på Färöarna (färöiska: Norðurlandahúsið í Føroyum) är Färöarnas mest betydande kulturcenter. Huset invigdes i Torshamn år 1983, och målet med huset är att främja den skandinaviska och färöiska kulturen. Också icke skandinaviska konstnärer kan dock ställa ut här. Huset är känt för sin arkitektur med ett typiskt gammaldags, gräsbevuxet tak, som har gett den gamla traditionen med denna takbeläggning en renässans i området.
Den tidigare färöiska medlemmen av Nordiska rådet, Erlendur Patursson (1913−1986), är den som påstås ha kommit med idén till Nordens Hus. År 1977 blev en arkitekturtävling utlyst i hela Skandinavien, och hela 158 arkitekter deltog. Vinnaren blev den norske arkitekten Ola Steen och den isländske arkitekten Kolbrún Ragnarsdóttir. Nordiska rådet backade upp projektet och stöttade ekonomiskt med 2/3 av utgifterna, medan den färöiska regeringen stod för resten. Beloppet blev totalt 70 miljoner färöiska kronor. Byggnaden är därmed ett slags ambassadör för den skandinaviska organisationen. Den 8 maj 1983 öppnade byggnaden. Huset är lett av en samling sammansatt av skandinaver.
Nordens hus är organiserat som en kulturorganisation under Nordiska ministerrådet, som subventionerar 92 % av den årliga budgeten, medan den färöiska regeringen betalar resterande 8 %. Målet är att främja kulturlivet på Färöarna och knyta närmare de ömsesidiga förbindelserna mellan kulturlivet på öarna och Norden i övrigt.

## Arkitektur
Nordens hus har två våningar med en konstruktion av stora glaspartier och stålbalkar ifrån Danmark. Taket är ett traditionellt grästak ifrån Island, som är tänkt att smälta in i det omgivande landskapet. Golvet i byggnaden är gjort av norsk granit. På Färöarna är basalt den naturligt förekommande berggrunden. Möblemanget är av finskt ursprung, och väggbeklädnaden är av svenskt trä. Genom glaspartierna har man en god utsikt utöver Torshamn, havet och den närmaste ön Nólsoy.
Planlösningen i huset består av en lobby, en kafeteria, en danssal med parkettgolv till den traditionella färöiska folkdansen och till utställningar, samt en stor aula som har plats för 400 personer. Dessutom finns också ett amfiteater-liknande rum med ljusinfall. Detta rum kan sammanfogas med den stora aulan.